# Apolo 9
Apolo 9 fue la tercera misión espacial tripulada en el programa Apolo de los Estados Unidos, la segunda en ser enviada en órbita por un cohete Saturno V, y el primer vuelo del módulo de mando y servicio (CSM) con el módulo lunar Apolo (LM). El equipo de tres personas de la misión estaba formado por el comandante James McDivitt, el piloto del módulo de comando David Scott y el piloto del módulo lunar Rusty Schweickart. La tripulación pasó diez días en órbita terrestre baja probando varios aspectos críticos para aterrizar en la Luna, incluidos los motores LM, los sistemas de apoyo de vida de mochila, los sistemas de navegación y las maniobras de atraque.
Después del lanzamiento el 3 de marzo de 1969, la tripulación realizó el primer vuelo con tripulación de un LM, el primer acoplamiento y extracción de un LM, una caminata espacial para dos personas (EVA) y el segundo acoplamiento de dos naves con tripulación, dos meses después del los soviéticos realizaron una transferencia de la tripulación entre Soyuz 4 y Soyuz 5. La misión demostró que el LM era digno de un vuelo espacial tripulado. Pruebas adicionales en la misión Apolo{{esd}}10 prepararán al LM para su objetivo final, aterrizar en la Luna. Regresaron a la Tierra el 13 de marzo de 1969.

## Marco de referencia

### Tripulación
| Puesto                       | Astronauta                               | Astronauta                               |
| ---------------------------- | ---------------------------------------- | ---------------------------------------- |
| Comandante                   | James A. McDivitt Segundo y último vuelo | James A. McDivitt Segundo y último vuelo |
| Piloto del módulo de comando | David R. Scott Segundo vuelo             | David R. Scott Segundo vuelo             |
| Piloto del módulo lunar      | Russell L. Schweickart Solo vuelo        | Russell L. Schweickart Solo vuelo        |

### Tripulación de reserva
| Puesto                                                      | Astronauta                           | Astronauta                           |
| ----------------------------------------------------------- | ------------------------------------ | ------------------------------------ |
| Comandante                                                  | Charles Conrad Jr. Primer vuelo      | Charles Conrad Jr. Primer vuelo      |
| Piloto de módulo de comando                                 | Richard F. Gordon Jr. Primer vuelo   | Richard F. Gordon Jr. Primer vuelo   |
| Piloto del módulo lunar                                     | Clifton C. Williams Jr. Primer vuelo | Clifton C. Williams Jr. Primer vuelo |
| Este equipo se convirtió en el primer equipo en Apolo 12. * |                                      |                                      |

*Williams falleció en octubre de 1967 cuando el T-38 que volaba se estrelló cerca de Tallahassee y fue reemplazado por Alan L. Bean.

### Equipo de apoyo
El equipo de apoyo para el Apolo 9 consistió en:
- Stuart A. Roosa (ascenso CAPCOM)
- Fred W. Haise Jr.
- Jack R. Lousma
- Edgar D. Mitchell
- Alfred M. Worden

### Directores de vuelo
- Gene Kranz, equipo blanco
- Gerry Griffin, equipo dorado
- Pete Frank, equipo naranja

## Parámetros de misión
En la inserción orbital (16:11:15 UTC, 3 de marzo de 1969):
- Masa: CSM 22 028 kg; LM 14 530 kg
- Perigeo: 189,5 km
- Apogeo: 192,4 km
- Inclinación: 32,57°
- Periodo: 88,64 min

### Acoplamiento LM-CSM
- Desacoplado: 7 de marzo de 1969– 12:39:36 UTC
- Re-acoplado: 7 de marzo de 1969 – 19:02:26 UTC

### EVA
- Schweickart - EVA - LM escotilla delantera
  - Inicio: 6 de marzo de 1969, 16:45:00 UTC
  - Fin: 6 de marzo de 1969, 17:52:00 UTC
  - Duración: 1 hora, 07 minutos.
- Scott – EVA – MC escotilla lateral
  - Inicio: 6 de marzo de 1969., 17:01:00 UTC
  - Fin: 6 de marzo de 1969, 18:02:00 UTC
  - Duración: 1 hora, 01 minuto

## Antecedentes de la misión

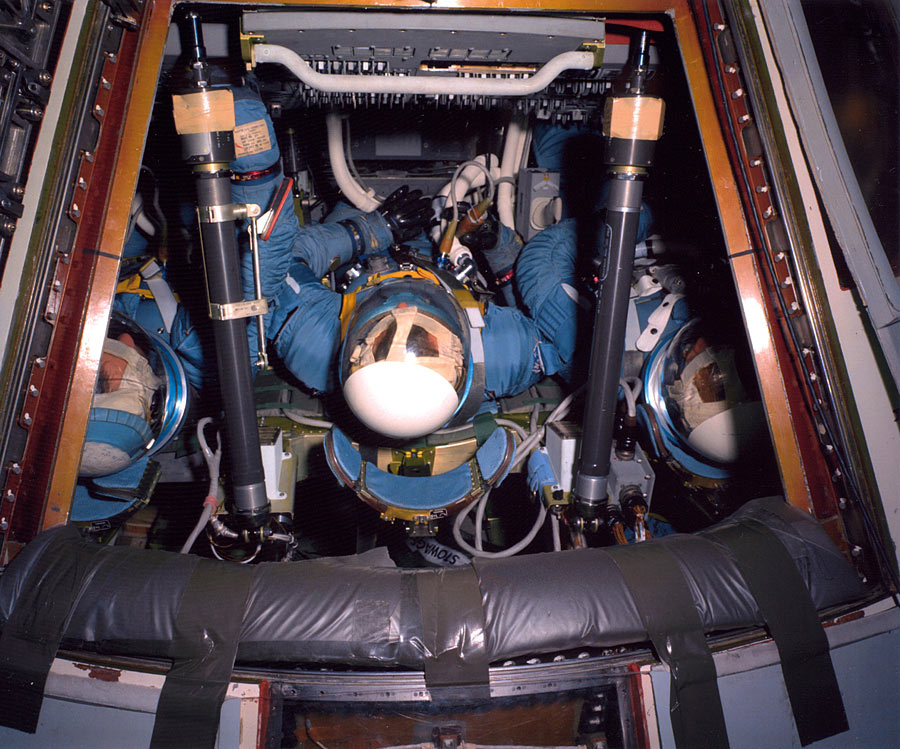
McDivitt, Scott y Schweickart se entrenan para la misión AS-205/208 en el primer Módulo de Mando del bloque II, usando versiones tempranas del traje de presión del bloque II

En abril de 1966, McDowitt, Scott y Schweickart fueron seleccionados por Deke Slayton como la segunda tripulación de Apolo, como respaldo de Gus Grissom, Ed White y Roger Chaffee para el primer vuelo de prueba orbital con tripulación de la Tierra del bloque I, módulo de mando y servicio, el AS-204 designado debía volar a fines de 1966. Esto iba a ser seguido por un segundo vuelo del bloque I, el AS-205, a ser tripulado por Wally Schirra, Donn Eisele y Walter Cunningham. La tercera misión con tripulación, designada como AS-207/208, fue planeada para volar el módulo de mando del bloque II y el módulo lunar en órbita terrestre, lanzado en saturnos IB separados, con una tripulación para ser nombrada.
Sin embargo, los retrasos en el desarrollo de CSM en el bloque I impulsaron a AS-204 en 1967. En diciembre de 1966, se canceló la misión AS-205 original, se nombró al equipo de Schirra como respaldo de Grissom y se ascendió al equipo de McDivitt a equipo principal para la misión de prueba LM, re-designado AS-205/208. El 26 de enero de 1967, estaban entrenando para este vuelo, que se espera que ocurra a fines de 1967, en el primer Módulo de Mando 101 del bloque II en la planta de Norteamérica en Downey, California.
Al día siguiente, el equipo de Grissom estaba realizando una prueba de plataforma de lanzamiento para su misión planificada para el 21 de febrero, a la que llamó Apolo 1, cuando se produjo un incendio en la cabina, matando a los tres hombres y poniendo un período de espera de 18 meses en el programa de tripulación mientras que el módulo de mando del bloque II (MC) y el traje de presión A7L fueron rediseñados por seguridad.
Resultó que un lanzamiento del AS-205/208 en 1967 hubiera sido imposible incluso sin el accidente del Apolo 1, ya que los problemas con el LM retrasaron su primer vuelo de prueba sin tripulación hasta enero de 1968. La NASA pudo usar el 18- una pausa de un mes para ponerse al día con el desarrollo y las pruebas sin tripulación del LM y el vehículo de lanzamiento Saturno V.
En octubre de 1967, se reanudó la planificación de los vuelos con tripulación, siendo el Apolo 7 el primer vuelo CSM en órbita terrestre (ahora conocido como la misión C) en octubre de 1968 entregado a la tripulación de Schirra, y la misión de McDivitt (ahora conocida como la Misión D) después de Apolo 8 en diciembre de 1968, usando un solo Saturno V en lugar de los dos IB de Saturno. A esto le seguiría un vuelo en órbita terrestre superior (Misión E), que será tripulado por Frank Borman, Michael Collins y William Anders a principios de 1969.
Sin embargo, los problemas de LM nuevamente impidieron que estuviera listo para la misión D en diciembre, por lo que los oficiales de la NASA crearon otra misión para el Apolo 8 utilizando el Saturno V para lanzar solo el CSM en el primer vuelo tripulado para orbitar la Luna, y la misión E fue cancelado por innecesario. Slayton preguntó a McDivitt y Borman qué misión preferían volar; McDivitt quería volar el LM, mientras que Borman se ofreció como voluntario para el pionero vuelo lunar. Por lo tanto, Slayton cambió las tripulaciones, y la tripulación de McDivitt voló Apolo 9.
El intercambio de la tripulación también afectó a quién sería la primera tripulación en aterrizar en la Luna; cuando se intercambiaron las tripulaciones de Apolo 8 y 9, también se intercambiaron sus tripulaciones de respaldo. Ya que la regla de oro era que las tripulaciones de respaldo volaran como tripulación principal tres misiones más tarde, esto puso a la tripulación de Neil Armstrong (la copia de seguridad de Borman) en posición para la primera misión de aterrizaje Apolo 11 en lugar de la tripulación de Pete Conrad, quien realizó el segundo aterrizaje en Apolo 12.

## Puntos destacados de la misión

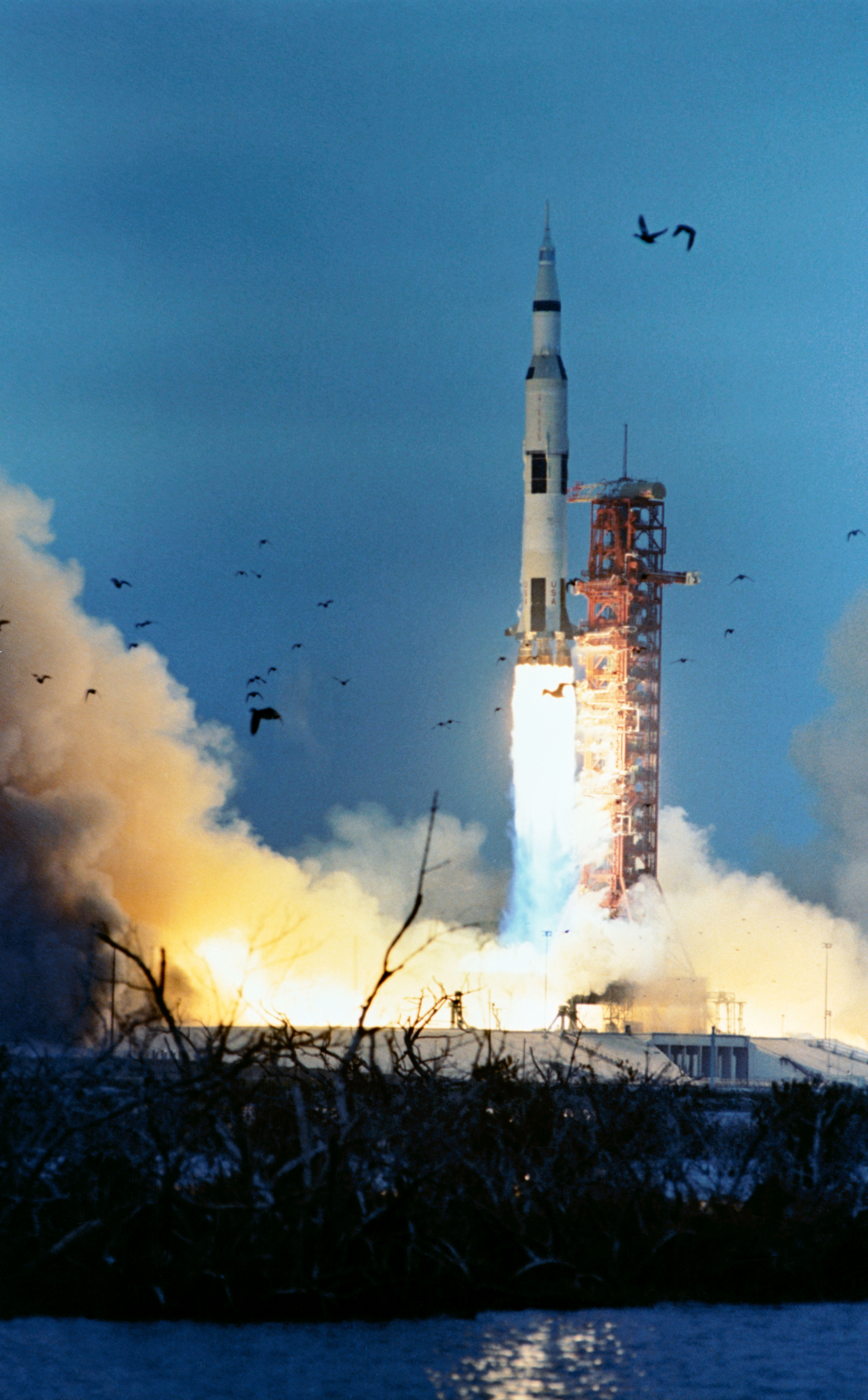
Apolo 9 se lanza desde el Centro Espacial Kennedy, 3 de marzo de 1969

Apolo 9 fue la primera prueba espacial de la nave espacial Apolo completa, incluida la tercera pieza crítica del hardware Apolo, además del módulo de comando y servicio y el vehículo de lanzamiento Saturno V: el módulo lunar. También fue el primer espacio de acoplamiento de dos vehículos con una transferencia interna de tripulación entre ellos. Durante diez días, los astronautas pusieron a prueba a ambas naves Apolo en la órbita de la Tierra, incluido el desacoplamiento y el restablecimiento del LM con el CSM, tal como lo haría la tripulación de la misión de aterrizaje en la órbita lunar. El Apolo 9 probó que la nave espacial Apolo estaba a la altura de esta tarea crítica, de la cual dependerían las vidas de las tripulaciones de aterrizaje lunares.
Para este y todos los vuelos posteriores de Apolo, las tripulaciones pudieron nombrar sus propias naves espaciales (la última nave espacial que fue nombrada fue Géminis 3). El LM se llamó Spider y el CSM fue etiquetado Gumdrop debido a la forma del Módulo de Comando y al envoltorio azul en el que la nave llegó al Centro Espacial Kennedy. Estos nombres se requerían como distintivos de llamada de radio cuando los vehículos volaban independientemente.
Schweickart y Scott realizaron un EVA: Schweickart comprobó el nuevo traje espacial Apolo, el primero en tener su propio sistema de soporte vital en lugar de depender de una conexión umbilical con la nave, mientras Scott lo filmó desde la escotilla del Módulo de Comando. Schweickart debía realizar un conjunto más extenso de actividades para probar el traje y demostrar que era posible que los astronautas realizaran un EVA desde el módulo lunar al módulo de comando en una emergencia, pero como él había estado sufriendo de enfermedades del espacio. Las pruebas extra fueron rayadas.

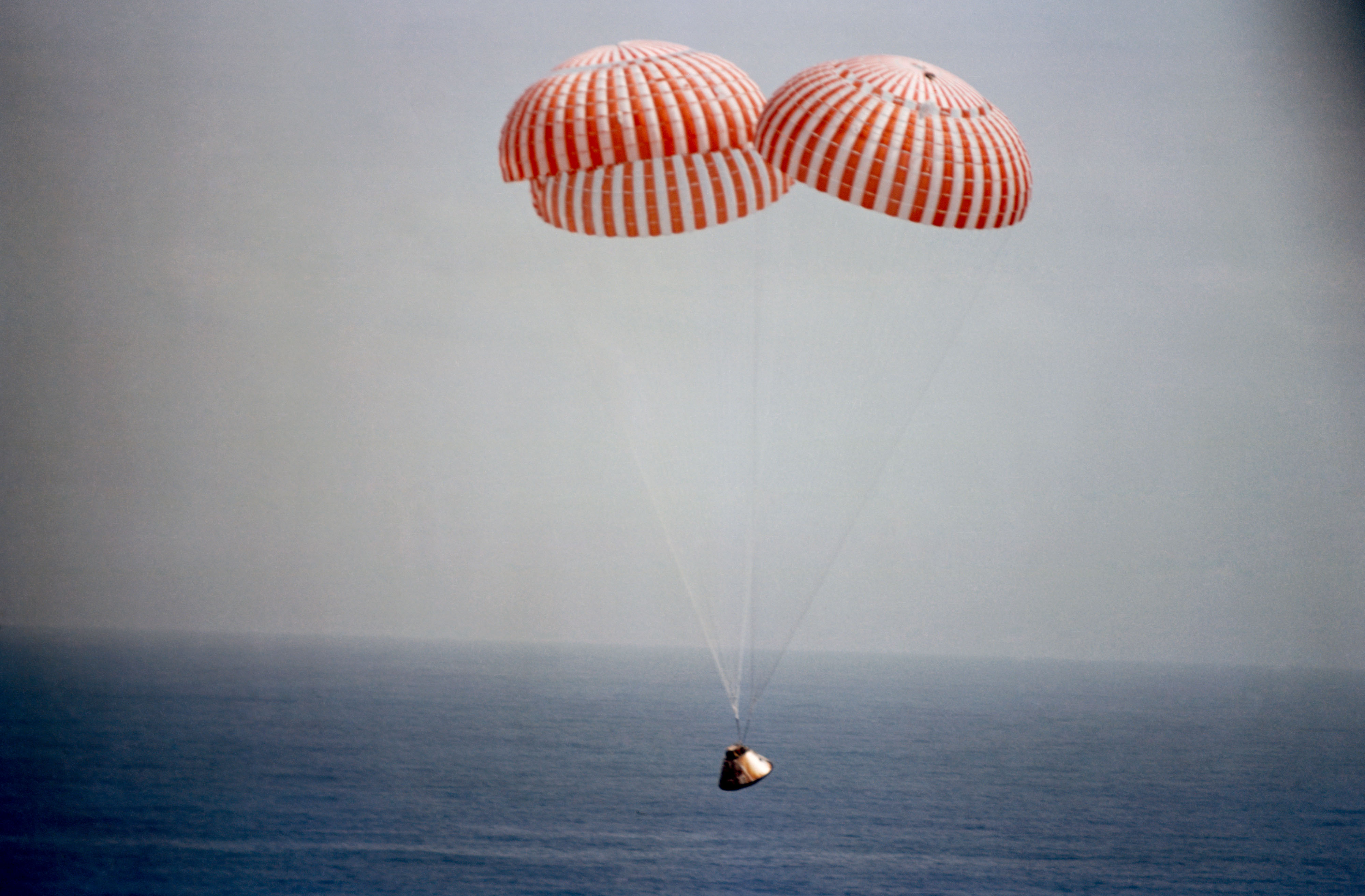
Apolo9 se acerca a la caída en el océano Atlántico, 13 de marzo de 1969

McDivitt y Schweickart más tarde hicieron pruebas con el LM y practicaron las maniobras de separación y acoplamiento en la órbita terrestre. Hicieron volar el LM hasta 179 km desde Gumdrop, utilizando el motor en la etapa de descenso para propulsarlos originalmente, antes de deshacerse de él y usar la etapa de ascenso para regresar. Este vuelo de prueba representó el primer vuelo de una nave espacial tripulada que no estaba equipada para volver a entrar en la atmósfera de la Tierra.
El punto de caída fue de 23°15′N, 67°56′W, 290 km al este de las Bahamas y al alcance de la nave de recuperación USS Guadalcanal. Apolo 9 fue la última nave espacial que se derrumbó en el Océano Atlántico.
El Módulo de Comando se mostró en el Michigan Space and Science Center (Jackson) hasta abril de 2004, cuando el centro se cerró. En mayo de 2004, se trasladó al Museo Aeroespacial de San Diego (ahora denominado Museo del Aire y el Espacio de San Diego). La órbita de la etapa de ascenso LM decayó el 23 de octubre de 1981, la órbita de la etapa descendente LM (1969-018D) decayó el 22 de marzo de 1969. El motor S-IVB etapa J-2 se reinició después de la extracción del módulo lunar y propulsó la etapa a la órbita solar por la quema al agotamiento.
La tercera etapa de Saturno IVB se convirtió en un objeto abandonado en el que continuaría orbitando el Sol durante muchos años. A partir de noviembre de 2014, permanece en órbita.

## Insignia de la misión

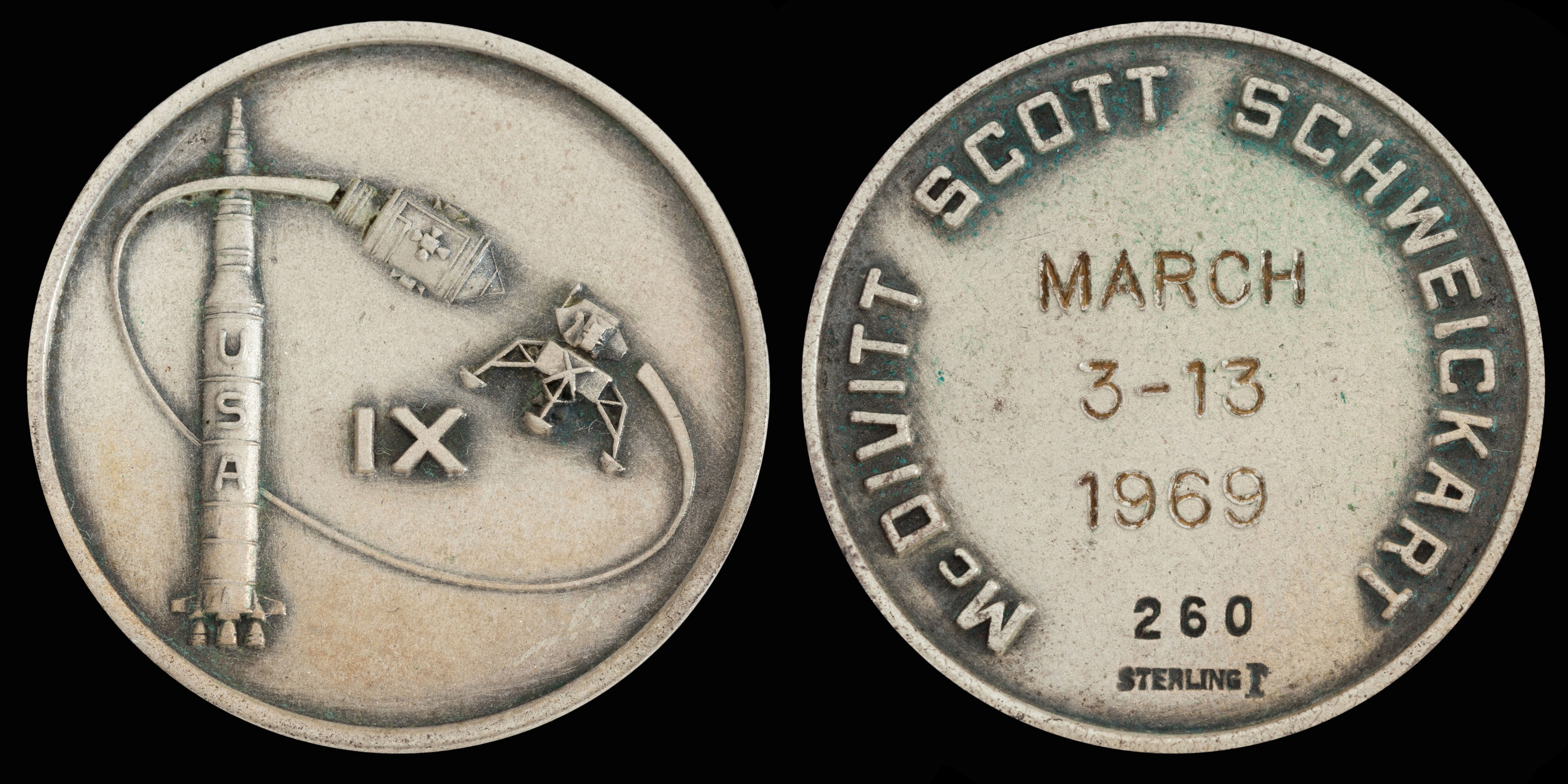
Medallón De Plata Robbins volado por el espacio Apolo9

El parche circular muestra un dibujo de un cohete Saturno V con las letras USA en él. A su derecha, se muestra un Apolo CSM junto a un LM, con la punta del CSM apuntando a la "puerta frontal" del LM en lugar de a su puerto de acoplamiento superior. El CSM está arrastrando cohetes en un círculo. Los nombres de la tripulación están a lo largo del borde superior del círculo, con APOLO IX en la parte inferior. La "D" en el nombre de McDivitt está llena de rojo para indicar que esta fue la "misión D" en la secuencia alfabética de las misiones de Apolo. El parche fue diseñado por Allen Stevens de Rockwell International.

## Galería

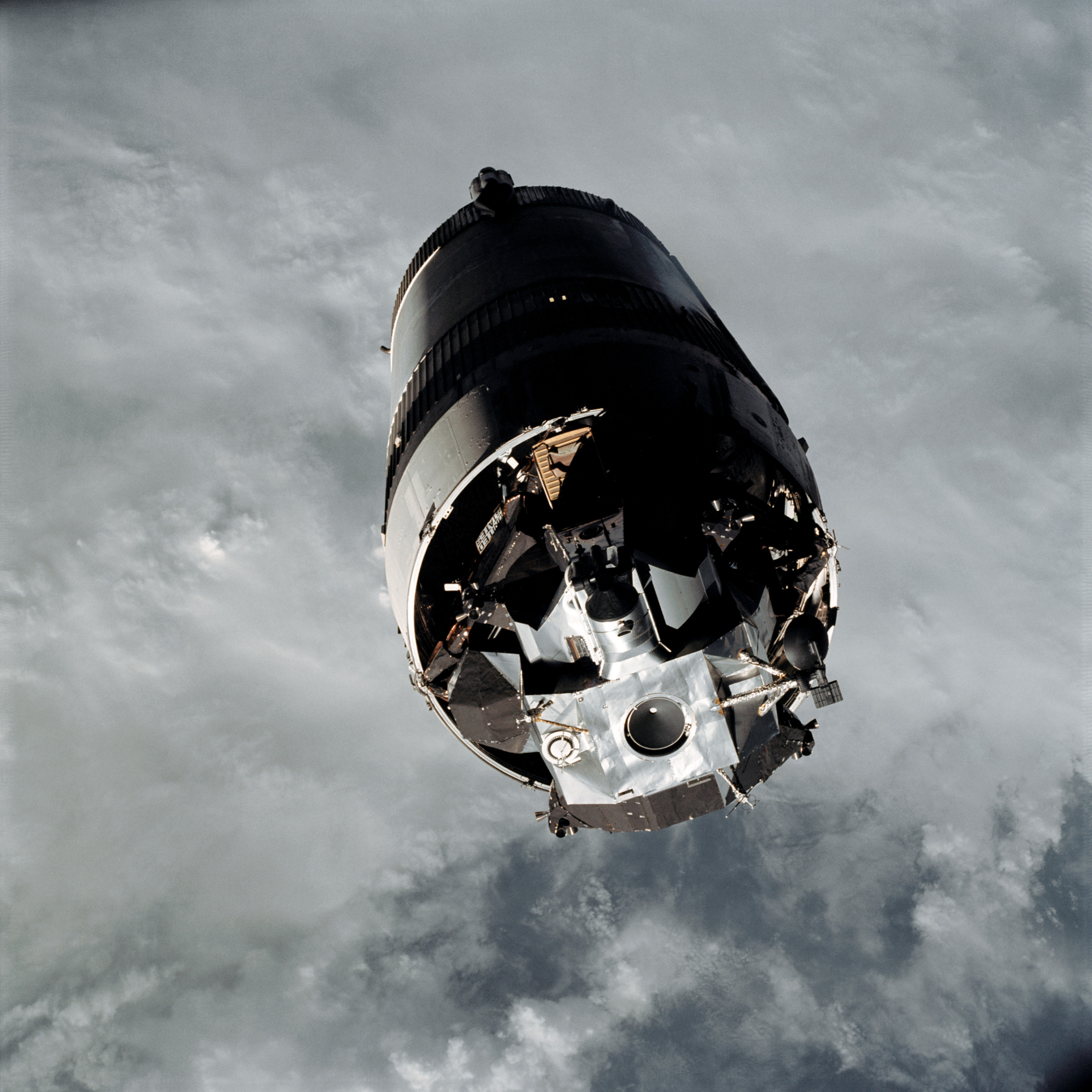
El módulo lunar espera la extracción de la etapa S-IVB de Apolo 9
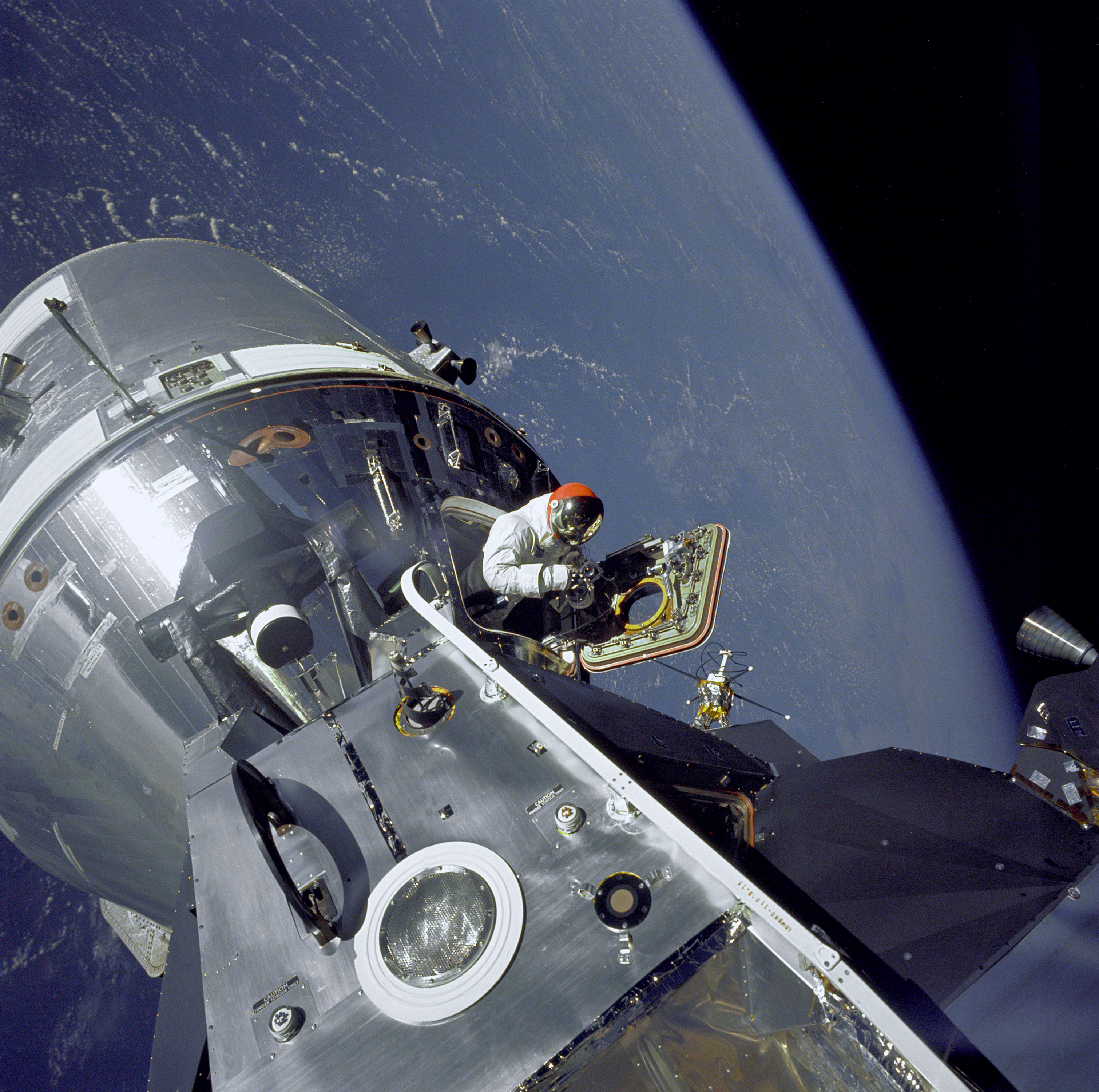
David Scott se encuentra en la escotilla del módulo de comando abierto
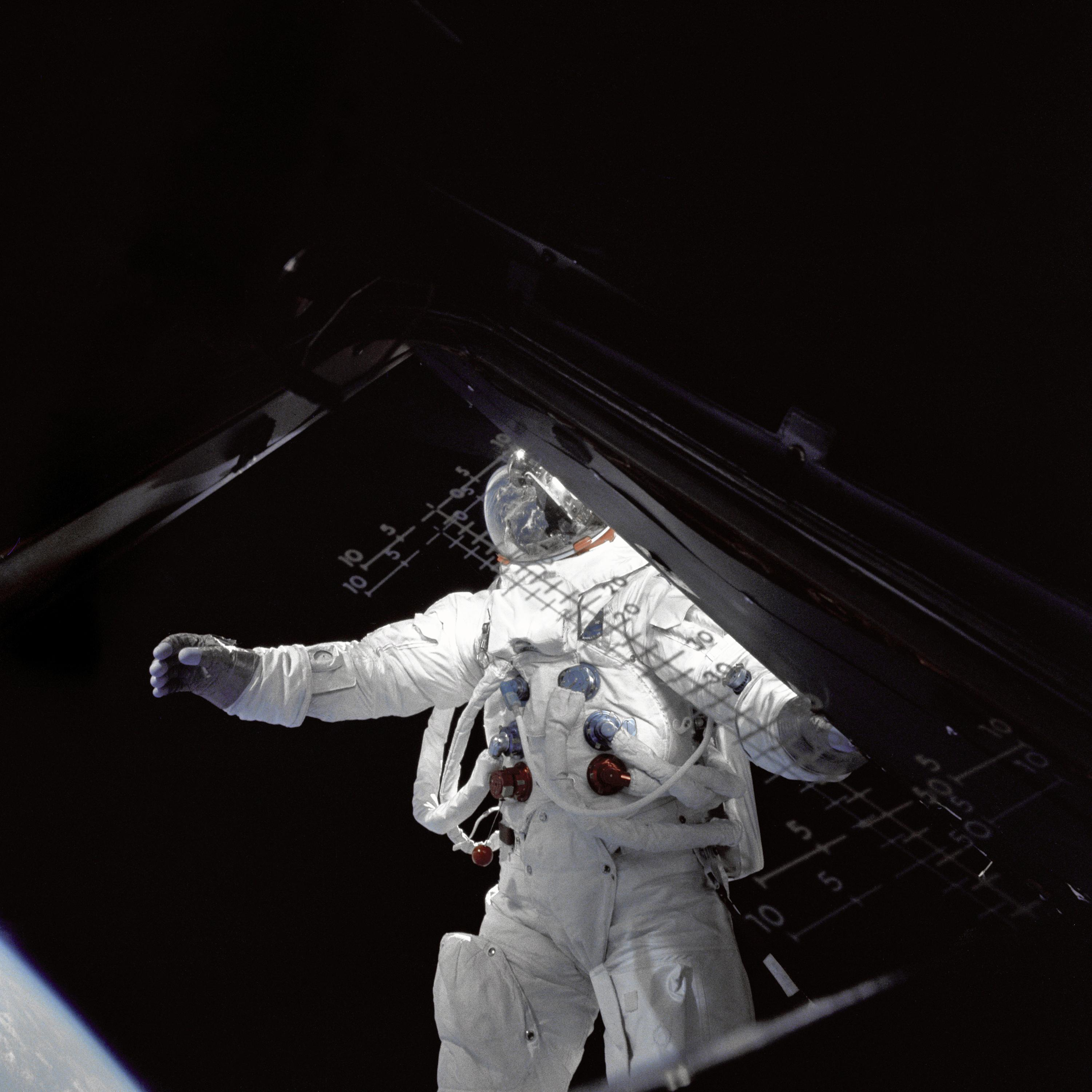
Rusty Schweickart se para en el porche de Spider durante su actividad extravehicular en el cuarto día de la misión
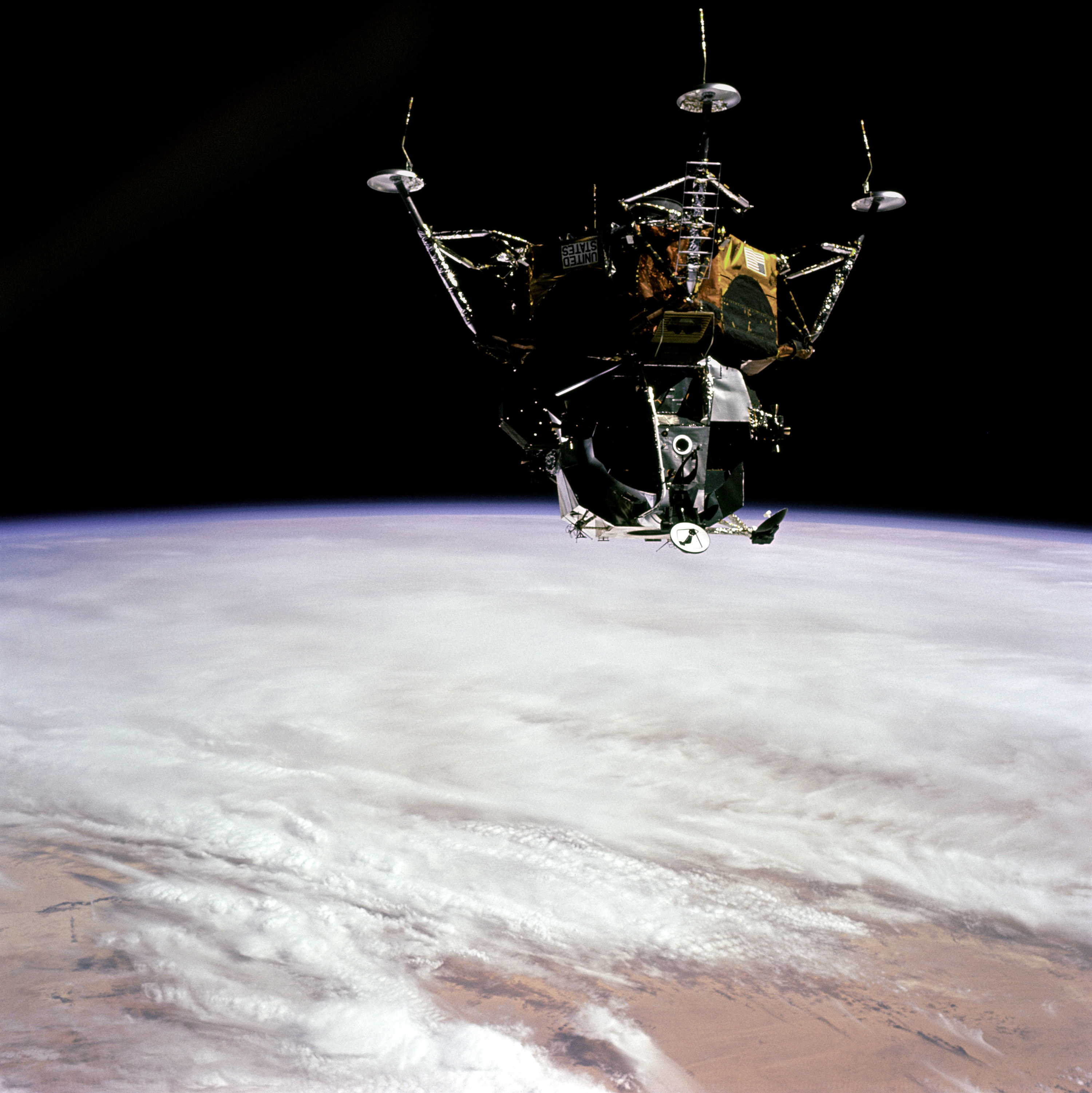
Apolo 9 LM Spider
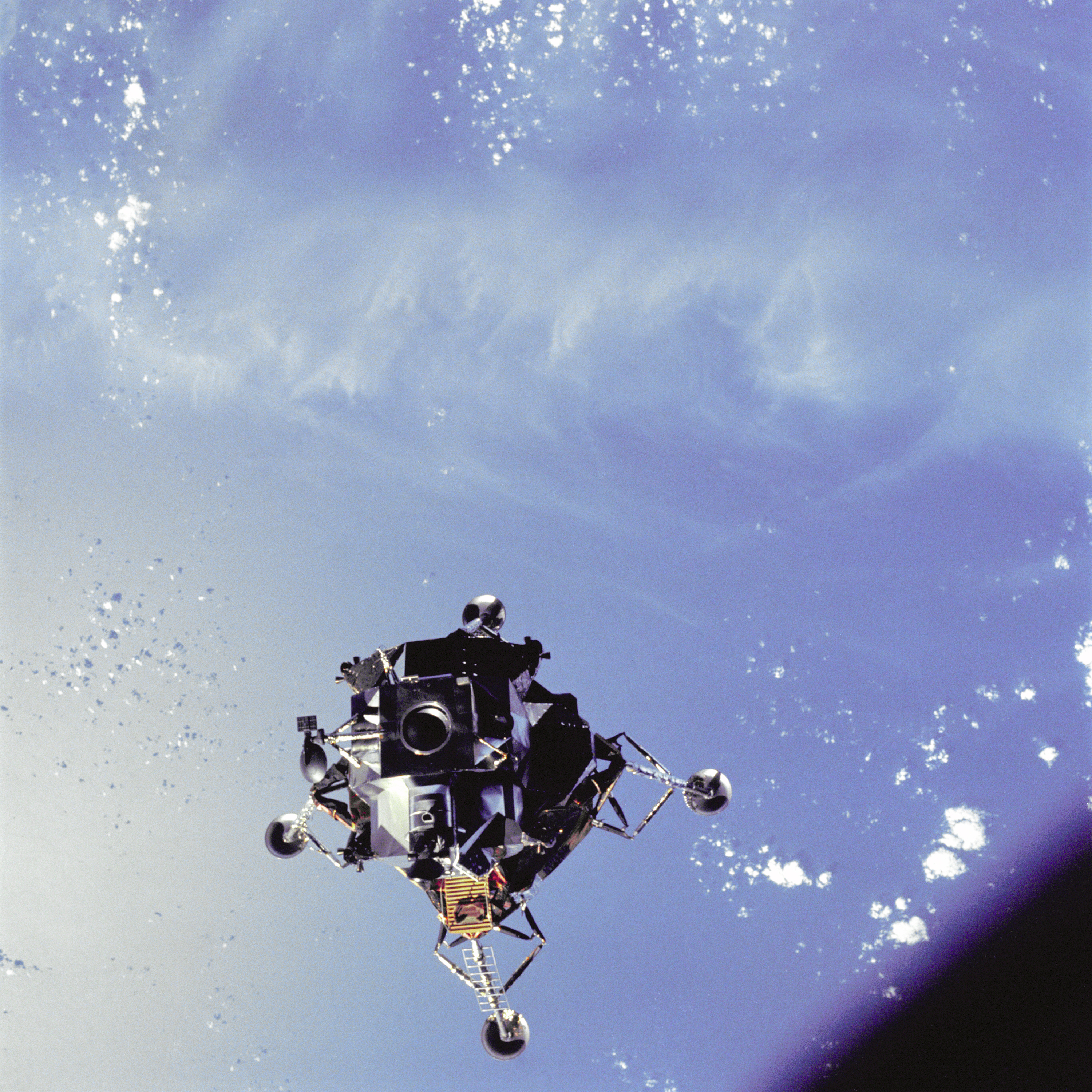
LM Spider sobre el océano
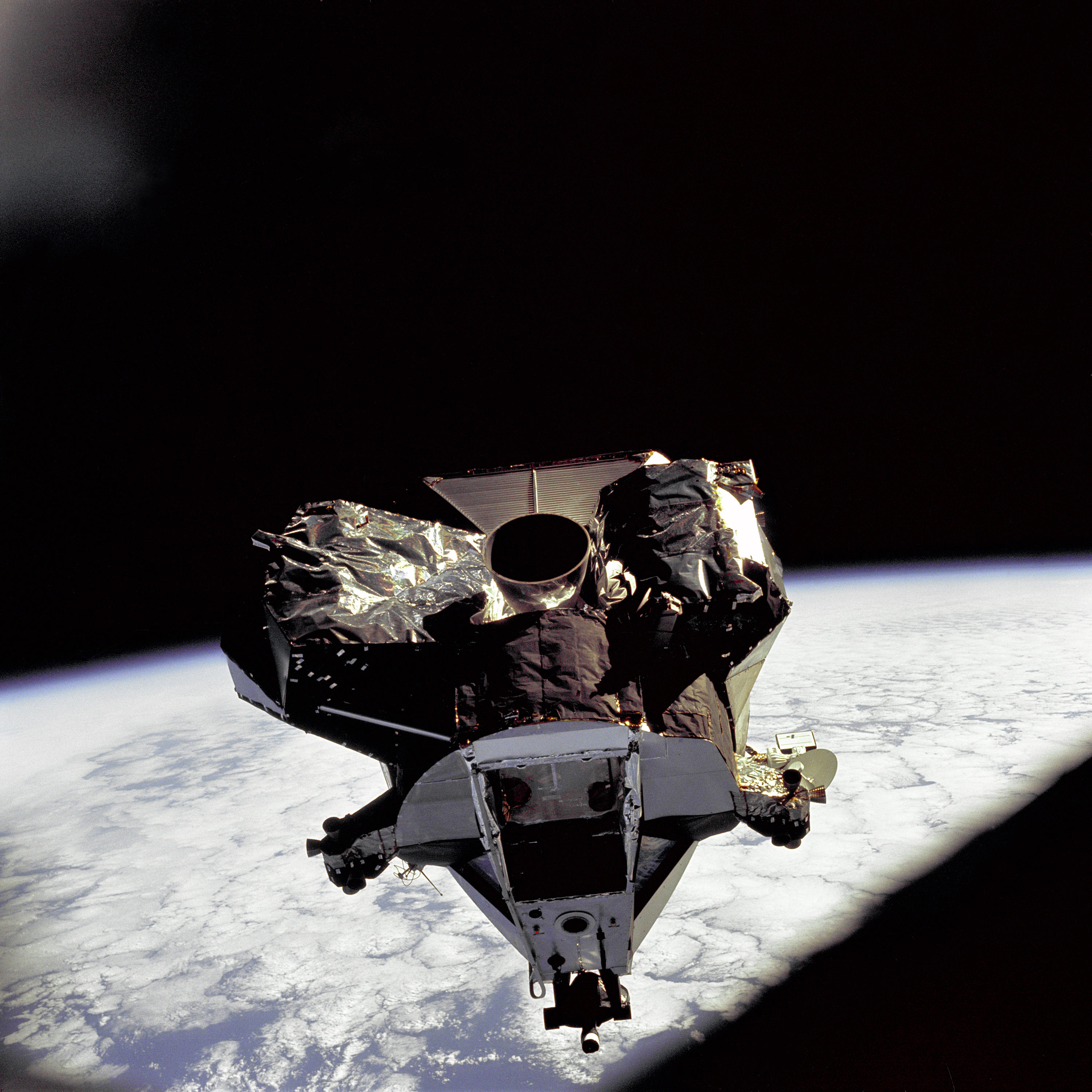
La etapa de ascenso de la araña LM en el quinto día de la misión.